# ジャン＝フランソワ・タルノフスキ

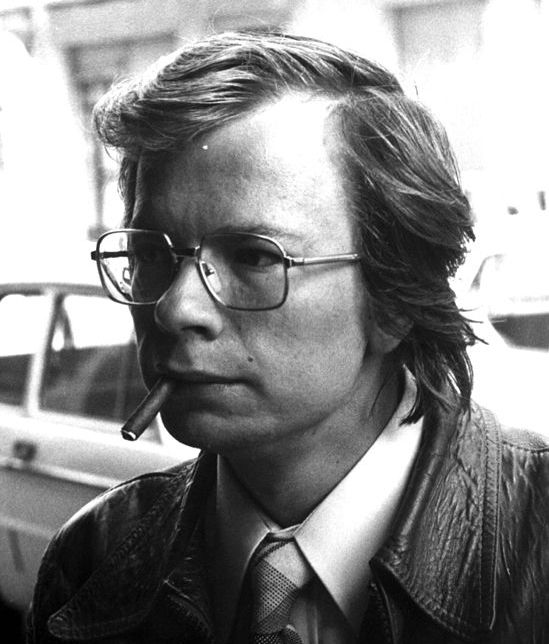
タルノフスキ、1978年4月

ジャン＝フランソワ・タルノフスキ（Jean-François Tarnowski、1948年5月25日 パリ - 2005年3月16日 パリ）は、フランスの映画理論家、映画批評家、脚本家である。

## 来歴・人物
1948年5月25日、フランス・パリに生まれる。ソルボンヌとヴァンセンヌとを卒業後、1971年哲学修士を修める。同年、最初の記事『De la spécificité du cinéma』を『レ・タン・モデルヌ』誌に発表する。
2001年まで、『ポジティフ』、『レクラン・ファンタスティック』、『スタルフィックス』、『ヴァンタン』、『ラ・ルヴュ・デュ・シネマ』、『Psychanalyse à l'Université』、『Simulacres』といった雑誌に寄稿した。同時期に、大学やESRA（École supérieure de réalisation audiovisuelle）、EICAR（École internationale de création audiovisuelle et de réalisation）で演出学（ミザンセーヌ）を教えた。
1987年には、3期目の博士号を『映画の美学と哲学の試論 - 映画芸術の一般理論のために Essais d'esthétique et de philosophie du cinéma - Pour une théorie générale de l'art cinématographique』で取得、それと同時に、フローラン・エミリオ・シリ監督の『スズメバチ』（2002年）の脚本を同監督と共同執筆した。
2005年3月16日、パリで死去。56歳没。友人と教え子たちは彼を「タルノ Tarno」と呼んだ。

## その理論

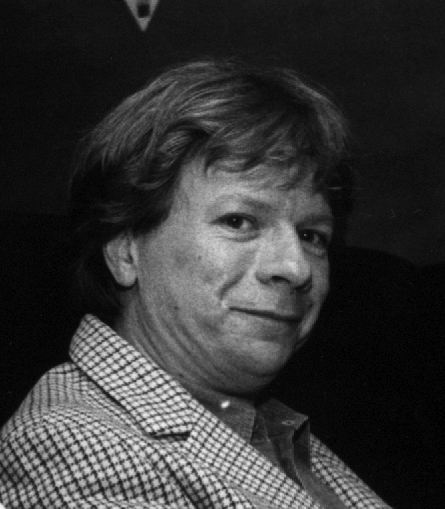
タルノフスキ、1980年代末

タルノは、ある世代の学生とシネフィルにまったくマークされた。その理論的なアプローチはおもに作品分析の著書『Plan par plan 』に描かれており、彼がそこで示した分析は、シネアストたちがいかにして目に視えない方法で、技術をたよりに感情にたどりつくのかということであった。自発的に映画にあてはまったもうひとつの講義の格子は、精神分析学のものであり、メランコリーへの清潔な偏愛をともなったものである（遺伝であることが知られている一連の映画監督、有名なところではアルフレッド・ヒッチコック、フランソワ・トリュフォー、スティーヴン・スピルバーグにおいて）。

## 関連事項
- アンドレ・バザン
- クリスチャン・メッツ
- ジャン・ミトリ
- ヴァンセンヌ（Université Paris VIII）
- レ・タン・モデルヌ（Les Temps modernes (revue)）
- レクラン・ファンタスティック（L'Écran fantastique）
- スタルフィックス（Starfix）
- ヴァンタン（20 Ans）
- フローラン・エミリオ・シリ（Florent Emilio Siri）
- クリストフ・ランベール（Christophe Lambert (écrivain)）
- マッド・ムーヴィーズ（Mad Movies）